# 鵜鶘式人行橫道
鹈鹕式人行横道是一种人行横道线，其拥有一对面向车辆的标准信号灯，一个按钮和两个面向行人的彩色发光图标。图标分别有红色且停止的人来表示禁止通过，和绿色且行走的人来表示允许通过。鹈鹕交叉道口也提供了非视觉指示来表示允许通过，例如蜂鸣或按钮震动来帮助视觉障碍人群。鹈鹕式人行道主要在英国和爱尔兰使用。在美国，有一种类似的系统叫做“鹰标”。

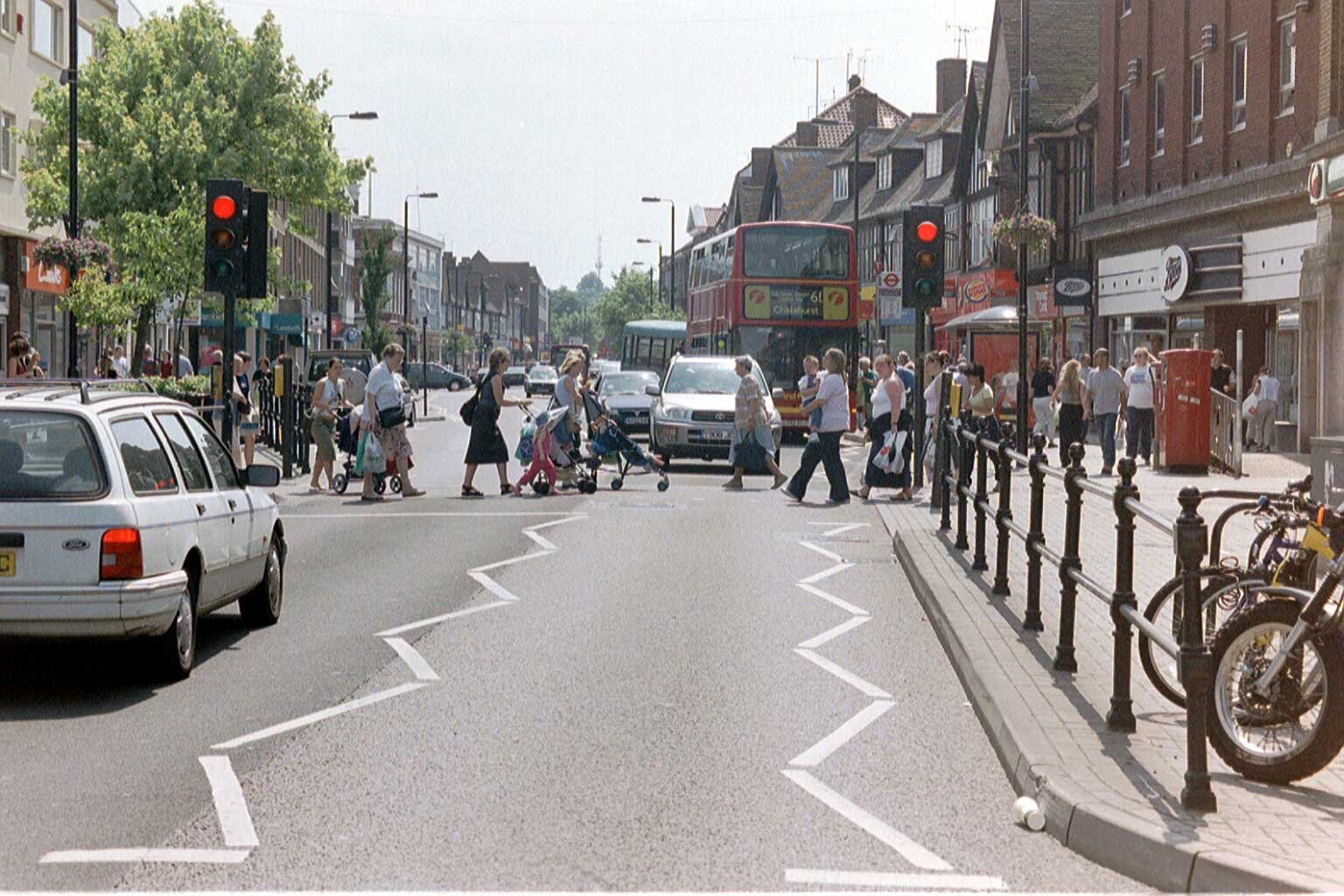
奥尔平顿的鹈鹕式人行道(2003)

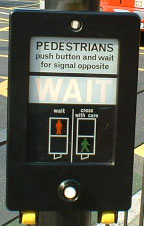
信号灯控制按钮

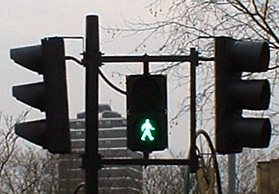
行人通过信号